# Route M01 (Ukraine)
Pour les articles homonymes, voir M1 et Route 1.
La M01 est une route magistrale ukrainienne qui s'étend de la capitale Kiev, jusqu'à la frontière entre la Biélorussie et l'Ukraine.

## Description
Avec la M05, elle fait partie de la route européenne 95 (Saint-Pétersbourg – Kiev – Odessa – Samsun - Merzifon) et du corridor de transport paneuropéen IX.
Avec la M02, elle fait également partie de la route européenne 101 (Kiev – Moscou).

## Tracé
| Route M01            |                       |                   |
| Km                   | Agglomérations        | Carte interactive |
| Kiev                 |                       |                   |
| 0 km                 | Kiev                  |                   |
| Oblast de Kiev       |                       |                   |
| 22 km                | Brovary – Kalynivka   |                   |
| 36 km                | Skybyn                |                   |
| 72 km                | Semypolky             |                   |
| Oblast de Tchernihiv |                       |                   |
| 82 km                | Kozelets              |                   |
| 90 km                | Lemeshi               |                   |
| 91 km                | Kipti                 |                   |
| 111 km               | Topchiyivka           |                   |
| 128 km               | Tchernihiv – Yahidne  |                   |
| 164 km               | Ripky                 |                   |
| 206 km               | Novi Yarylovychi (en) |                   |

## Galerie

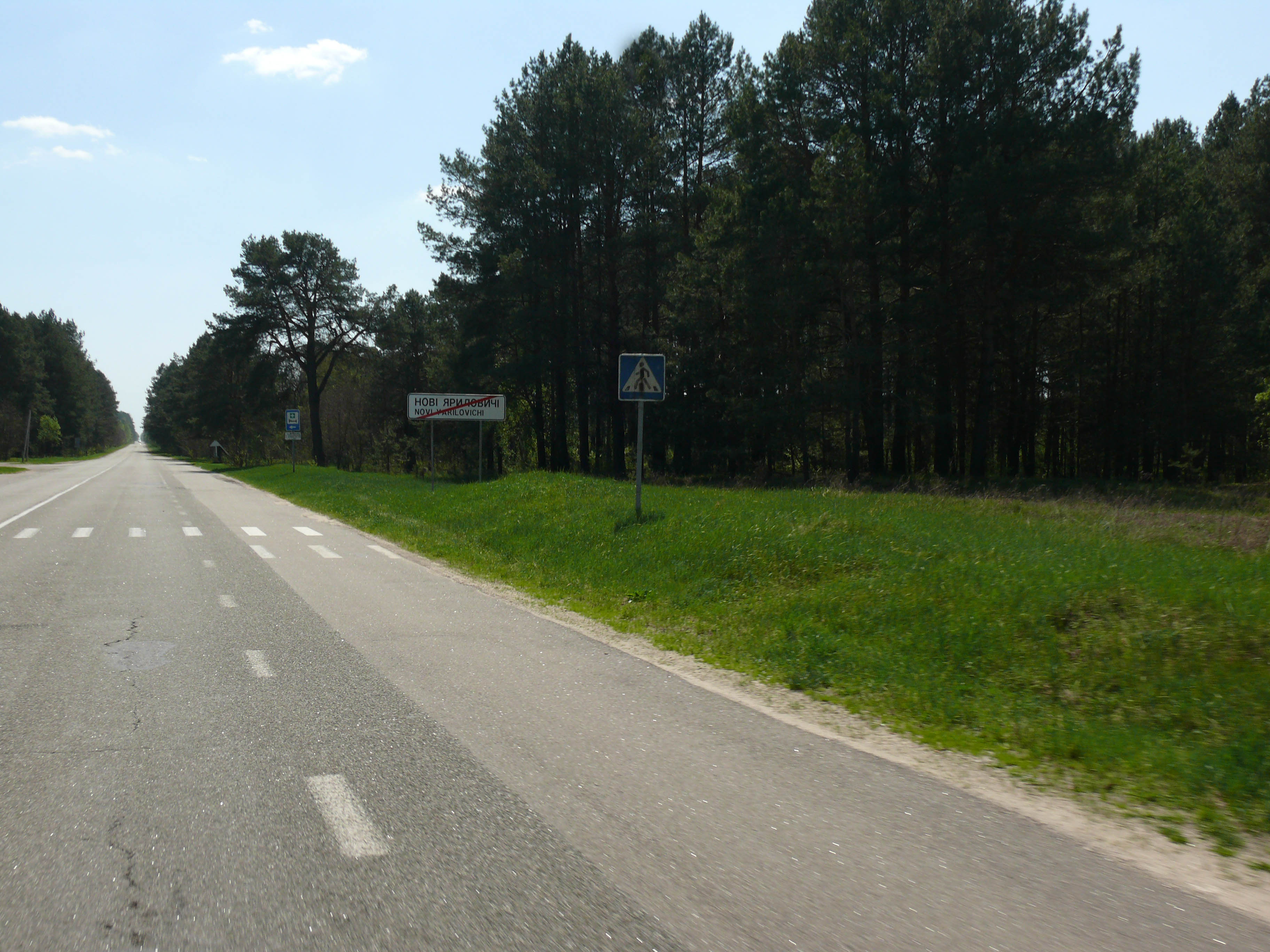
La toute à Novi Yarylovychi.
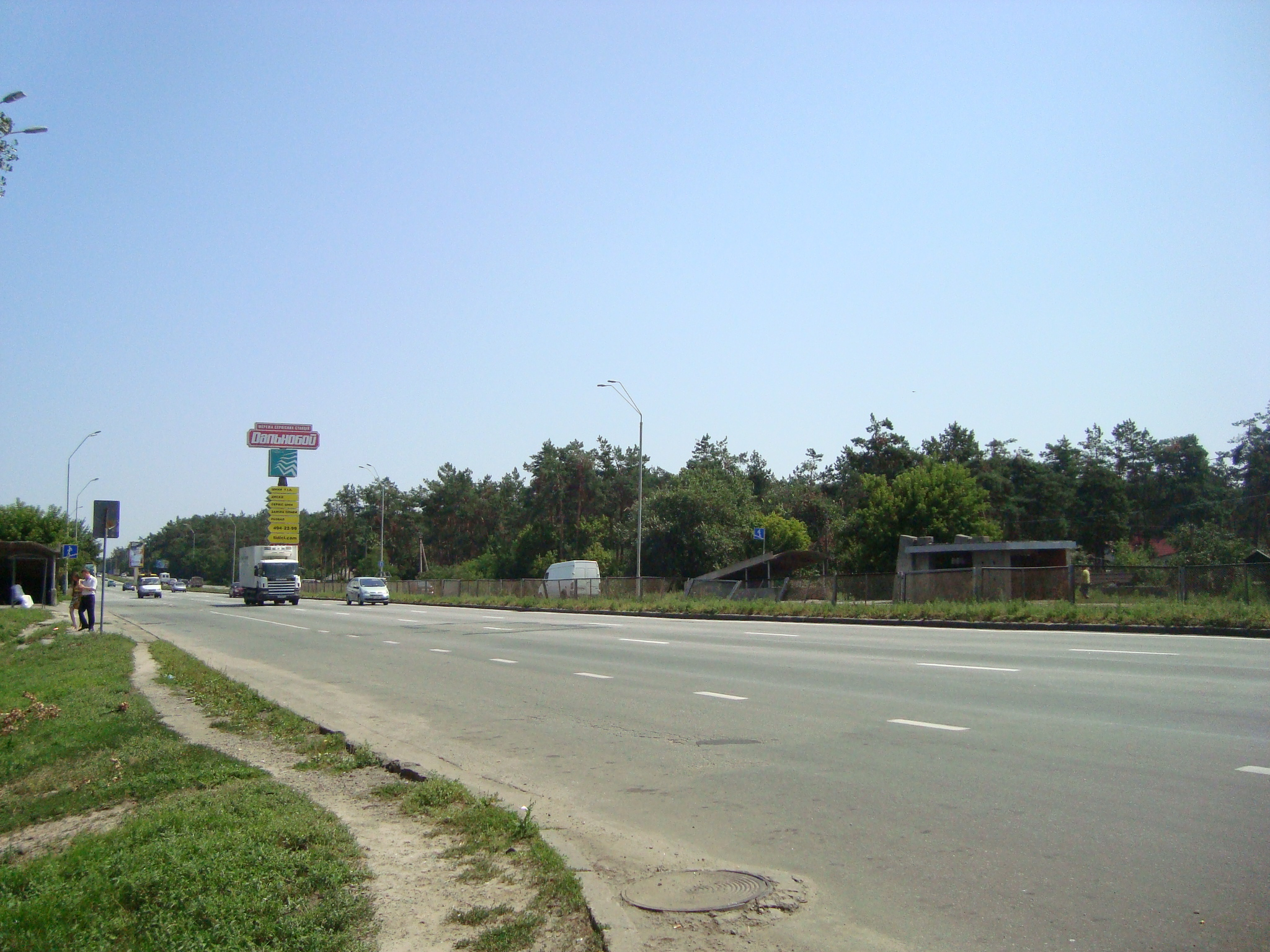
La route à Kiev.
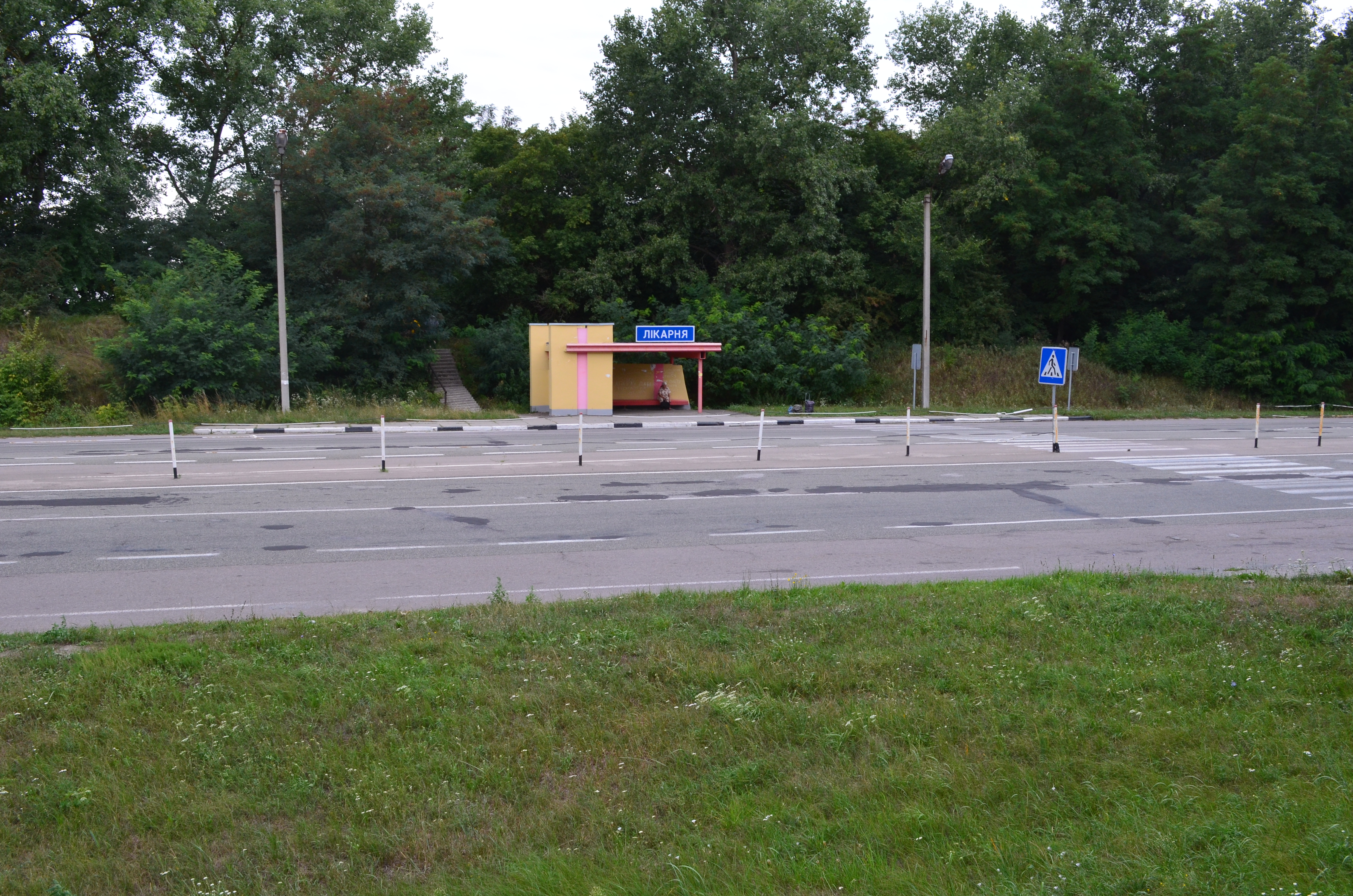
La route près de l'hôpital de Tchernihiv.